# Fischtuberkulose
Die Fischtuberkulose ist eine bakterielle Infektionskrankheit, die vorwiegend bei Fischen in Aquarien auftritt. Sie ist weit verbreitet und führt zu großen Verlusten. Die Erkrankung von freilebenden Fischen ist möglich, aber selten. Die Krankheit tritt sowohl bei Süß- als auch Salzwasserfische auf, wobei Infektionen bei Salmlern am häufigsten und bei Welsartigen selten sind.

## Ursachen
Erreger sind verschiedene Arten von Mykobakterien, wobei Mycobacterium marinum, M. fortuitum und M. chelonae besonders häufig beteiligt sind. Diese Bakterien sind im aquatischen Umfeld weit verbreitet und ihre bloße Präsenz führt im Allgemeinen nicht zur Erkrankung. Für eine Infektion sind weitere begünstigende Begleitumstände nötig. Dabei kann es sich etwa um Stressbelastung durch Überbesatz oder mangelnde Sauberkeit im Aquarium handeln. Generell wird das Infektionsrisiko durch ungünstige Haltungsbedingungen erhöht. Die Erkrankung wird meist durch Neuzugänge in ein Aquarium eingeschleppt. Die Erreger können auch saprophytisch im Schlamm oder Mulm des Aquariums überleben.

## Symptome
Die Erscheinungsformen der Fischtuberkulose sind sehr mannigfaltig und machen eine Diagnose am lebenden Fisch schwierig. Die Fischtuberkulose verläuft in den meisten Fällen chronisch progressiv.

### Chronischer Verlauf
Der schleichende Verlust einzelner Tiere aus dem Bestand über einen längeren Zeitraum ist die Regel.
Typisch sind von einer Bindegewebskapsel umgebene Tuberkel. In jüngeren Tuberkeln sind säurefeste Stäbchen noch leicht auffindbar, in älteren Tuberkeln ist deren Zahl deutlich geringer.

### Akuter Verlauf
Diese Verlaufsform ist gekennzeichnet durch ausgedehnte, exsudative Entzündungsherde. Beim plötzlichen Aufflammen der Infektion, etwa durch ungewöhnliche Belastungen, ist ein Totalverlust innerhalb von ein oder zwei Wochen möglich.
Meist zeigen befallene Tiere mangelnden Appetit, werden apathisch und magern ab. Es entstehen Entzündungen der Haut mit Geschwürbildung und die Flossen bilden sich zurück. Außerdem können „Glotzaugen“ (Exophthalmus), Panophthalmitis (Erkrankung des gesamten Auges) bis zum Augenverlust, Schuppendefekte, Verblassen der Farbe, Verkrüppelungen an Wirbelsäule und Kiefern, Bauchwassersucht (Aszites) und Verhaltensänderungen auftreten.
Bei der Sektion eines befallenen Tieres finden sich weißlich-graue Granulome in fast allen Organen, insbesondere Milz, Niere und Leber. Im Falle des akuten Verlaufs sind die Eingeweide häufig infolge einer Bauchfellentzündung (Peritonitis) verklebt. Die stäbchenförmigen Erreger sind  intra- und extrazellulär massenhaft nachweisbar.

## Diagnose und Therapie
Die Diagnose erfolgt durch den histologischen Nachweis der tuberkulösen Granulome. Da die Erreger auch Bestandteil der normalen Darmflora sein können, ist deren Präsenz ohne krankhafte Gewebeveränderungen kein hinreichender Nachweis für eine Erkrankung. Differentialdiagnostisch müssen vor allem Infektionen mit Nocardia, Ichthyophonus und Aeromonas ssp. ausgeschlossen werden, die ebenfalls mit Granulomen einhergehen können.
Obwohl vereinzelt von Behandlungserfolgen mit Antibiotika berichtet wird, gilt die Fischtuberkulose derzeit als medikamentell nicht behandelbar. Das Augenmerk muss daher auf der Verhinderung eines Ausbruchs durch möglichst optimale Haltungsbedingungen und Quarantäne über vier Wochen für Neuzugänge liegen.
Die Bekämpfung wird daher bei akutem Verlauf über eine Tötung des Bestandes und Beseitigung der Einrichtung des Aquariums realisiert. Anschließend ist eine Desinfektion des Aquariums und der technischen Einrichtungsgegenstände angezeigt. Bei chronischen Verläufen kann die Entfernung erkrankter Tiere und die Optimierung der Haltungsbedingungen ausreichen.

## Gefährdung für Menschen
Das die Fischtuberkulose auslösende Mycobacterium marinum kann durch kleinste Hautverletzungen auf den Menschen und andere Säuger übertragen werden. Diese Infektionen verursachen beim Menschen das sogenannte Schwimmbad- oder Aquariengranulom. Dabei handelt es sich um ein auf die Haut beschränktes, mitunter hartnäckiges Granulom. Eine Therapie zeigt gewöhnlich raschen Erfolg. Bei Nichtbehandlung tritt meist eine Spontanheilung nach ein bis zwei Jahren ein. Eine Behandlung sollte dennoch durchgeführt werden, um eine Keimverschleppung zu vermeiden.
Zur Vorbeugung empfiehlt sich das Tragen von Schutzhandschuhen beim Reinigen von Aquarien.